# 独山子东乡族乡
独山子东乡族乡是中华人民共和国甘肃省酒泉市玉门市下辖的一个民族乡。

## 行政区划
独山子东乡族乡下辖以下村级行政区划单位：
源泉村、春柳村、金泉村和金旺村。